# 砂原糖子
砂原 糖子（すなはら とうこ、1月29日 - ）は、日本の小説家。水瓶座。血液型はA型。
主にボーイズラブ作品を手がける。現在は新書館ディアプラス文庫や幻冬舎ルチル文庫などで活躍中。

## 作品リスト

### ディアプラス文庫 （新書館）
- 斜向かいのヘブン / 依田沙江美 (2005年8月)
- セブンティーン・ドロップス / 佐倉ハイジ (2005年12月)
- 純情アイランド / 夏目イサク (2006年8月)
- 204号室の恋 / 藤井咲耶 (2006年12月)
- 言ノ葉ノ花 / 三池ろむこ (2007年9月)
- 恋のはなし / 高久尚子 (2008年2月)
- 虹色スコール / 佐倉ハイジ (2008年9月)
- 15センチメートル未満の恋 / 南野ましろ (2009年6月)
- スリープ / 高井戸あけみ (2009年9月)
- 言ノ葉ノ世界 / 三池ろむこ (2010年6月)
- 恋のつづき 恋のはなし2 / 高久尚子 (2011年2月)
- スイーツキングダムの王様 / 二宮悦巳 (2011年4月)
- セーフティ・ゲーム / 金ひかる (2011年9月)
- 恋惑星へようこそ / 南野ましろ (2012年6月)
- 恋愛できない仕事なんです / 北上れん (2013年6月)
- 恋はドーナツの穴のように / 宝井理人 (2013年11月)

### ルチル文庫（幻冬舎）
- 夜明けには好きと言って / 金ひかる (2005年9月)
- 真夜中に降る光 / 金ひかる (2006年5月)
- センチメンタル・セクスアリス / ヤマダサクラコ (2006年11月)
- ヤクザとネバーランド / 高城たくみ (2007年5月)
- セラピストは眠れない / 金ひかる (2008年1月)
- シンプル・イメージ（文庫化） / 円陣闇丸 (2008年3月)
- 野ばらの恋 / 小鳩めばる (2008年5月)
- ミスター・ロマンチストの恋（文庫化）/ 桜城やや (2008年10月)
- メランコリック・リビドー / ヤマダサクラコ (2009年4月)
- ラブストーリーで会いましょう 上・下（文庫化） / 陵クミコ (2009年6月・2009年7月)
- 高潔であるということ / 九號 (2010年2月)
- イノセンス〜幼馴染み〜（文庫化） / 陵クミコ (2010年5月)
- 職業、王子 / 小椋ムク (2011年2月)
- ラブストーリーまであとどのくらい？ / 陵クミコ (2011年7月)
- ファントムレター / 広乃香子 (2012年3月)
- Fuckin' your closet!! / 金ひかる (2012年8月)
- ファンタスマゴリアの夜 / 梨とりこ (2013年4月)
- 優しいプライド（文庫化） / サマミヤアカザ (2013年9月)

### アイスノベルズ（オークラ出版）
- 純愛ナルシスト / 影木栄貴 (2001年2月)
- 恋するナルシスト / 影木栄貴 (2001年10月)
- 優しいプライド / 門地かおり (2002年1月)
- ミスター・ロマンチストの恋 / 明森びびか (2002年6月)
- ロマンスの演じかた / 影木栄貴 (2003年6月)
- シンプル・イメージ / 円陣闇丸 (2003年8月)
- シークレットでやっちまえ！ / 金ひかる (2003年12月)
- ラブストーリーで会いましょう 上・下 / 明森びびか (2004年6月・2004年9月)
- イノセンス ―幼馴染み― / 樹要 (2005年02月)

### SHYノベルズ （大洋図書）
- 恋雪 / 木下けい子 (2007年7月）

### ビーボーイノベルズ （リブレ出版）
- 天の邪鬼の純情 / 一城れもん (2010年8月)

### キャラ文庫 （徳間書店）
- シガレット×ハニー / 水名瀬雅良 (2012年10月)